# Strzelanina w Aurorze w Illinois (2019)
Strzelanina w Aurora – strzelanina, która miała miejsce 15 lutego 2019 roku w siedzibie jednego z przedsiębiorstw w mieście Aurora w stanie Illinois w Stanach Zjednoczonych; zginęło w niej 6 osób, w tym sprawca, a 7 zostało rannych.

## Przebieg
Uzbrojony sprawca wtargnął do siedziby firmy około 13:24 z pistoletem wyposażonym w laserowe światło stroboskopowe. Zanim na miejsce przybyły służby, sprawca zastrzelił 5 osób, które uczestniczyły w spotkaniu w siedzibie przedsiębiorstwa, a 1 osobę ranił, po czym zaangażował się w trwającą ponad godzinę wymianę ognia z funkcjonariuszami, w czasie której został zastrzelony, a 5 funkcjonariuszy odniosło poważne obrażenia.

## Ofiary strzelaniny
W wyniku strzelaniny zginęło 5 osób, wszystkie płci męskiej, które brały udział w spotkaniu w siedzibie firmy; ofiary śmiertelne miały od 21 do 55 lat.
Następne 6 osób zostało rannych w wyniku strzałów z broni palnej, 1 osoba odniosła rany z przyczyn innych niż postrzał.

## Sprawca
Sprawcą strzelaniny był Gary Martin, wieloletni pracownik tej firmy, który był wcześniej skazywany za brutalne napaście i pobicia. Stosował też przemoc domową i był skonfliktowany z pracownikami firmy.
Sprawca nie mógł legalnie zakupić broni w stanie Illinois z powodu wcześniejszego bycia skazanym za pobicie w stanie Missisipi. Jednakże w 2014 roku nabył specjalne uprawnienia od policji, które mógł wykorzystać do zakupu broni, tym samym obchodząc ten przepis. Motywem jego działań była zemsta za zostanie zwolnionym z pracy dzień wcześniej, po nieporozumieniach ze współpracownikami.

## Reakcje
Kondolencje w reakcji na atak złożyli m.in. gubernator stanu Illinois J.B. Pritzker i ówczesny prezydent USA Donald Trump. Także burmistrz miasta Aurora zabrał głos w tej sprawie, wyrażając poparcie dla zwiększenia kontroli nad bronią w Stanach Zjednoczonych.